# Дъглас Коста
Дъглас Коста е бразилски футболист, който играе като крило за отбора на Сидни.

## Кариера

### Ранни години
Коста започва кариерата си в юношестката академия на бразилския Гремио, където е изтеглен в мъжкия отбор.

### Шахтьор Донецк
През 2010 г. се отправя към Европа, за да подпише с украинкия тим Шахтьор. Там той записва 141 мача и 29 гола за отбора, превръщайки се в един от най-важните играчи на отбора.

### Байерн Мюнхен
Добрите му изяви не остават незабелязани и през 2015 г. Коста подписва с немския колос Байерн Мюнхен.

### Ювентус
През лятото на 2017 г. Коста е отдаден под наем на италианския Ювентус за една година. Там той оставя отлични впечатления като италианския град се възползва от клаузата му откупуване. Така от 7 юни 2018 г. Коста е собственост на Ювентус.

### Национален отбор
Коста прави своя дебют за Националния отбор на Бразилия през 2014 г. в мач срещу Турция в Истанбул.

## Успехи

### Клубни
Шахтьор Донецк
- Шампион на Украйна – 2010, 2011, 2012, 2013, 2014
- Купа на Украйна – 2011, 2012, 2013
- Суперкупа на Украйна – 2010, 2012, 2013

Байерн Мюнхен
- Бундеслига – 2016, 2017
- Купа на Германия – 2016
- Суперкупа на Германия – 2016

Ювентус
- Серия А – 2018, 2019
- Купа на Италия – 2018
- Суперкупа на Италия – 2018